# Rue Frontenac (journal)
Pour les articles homonymes, voir Rue Frontenac (homonymie).
Rue Frontenac était un journal électronique québécois né pendant le lock-out du Journal de Montréal. Il était publié par les ex-employés du Journal de Montréal. Ses bureaux étaient situés rue Frontenac, tout juste à côté des locaux du Journal de Montréal.

## Histoire

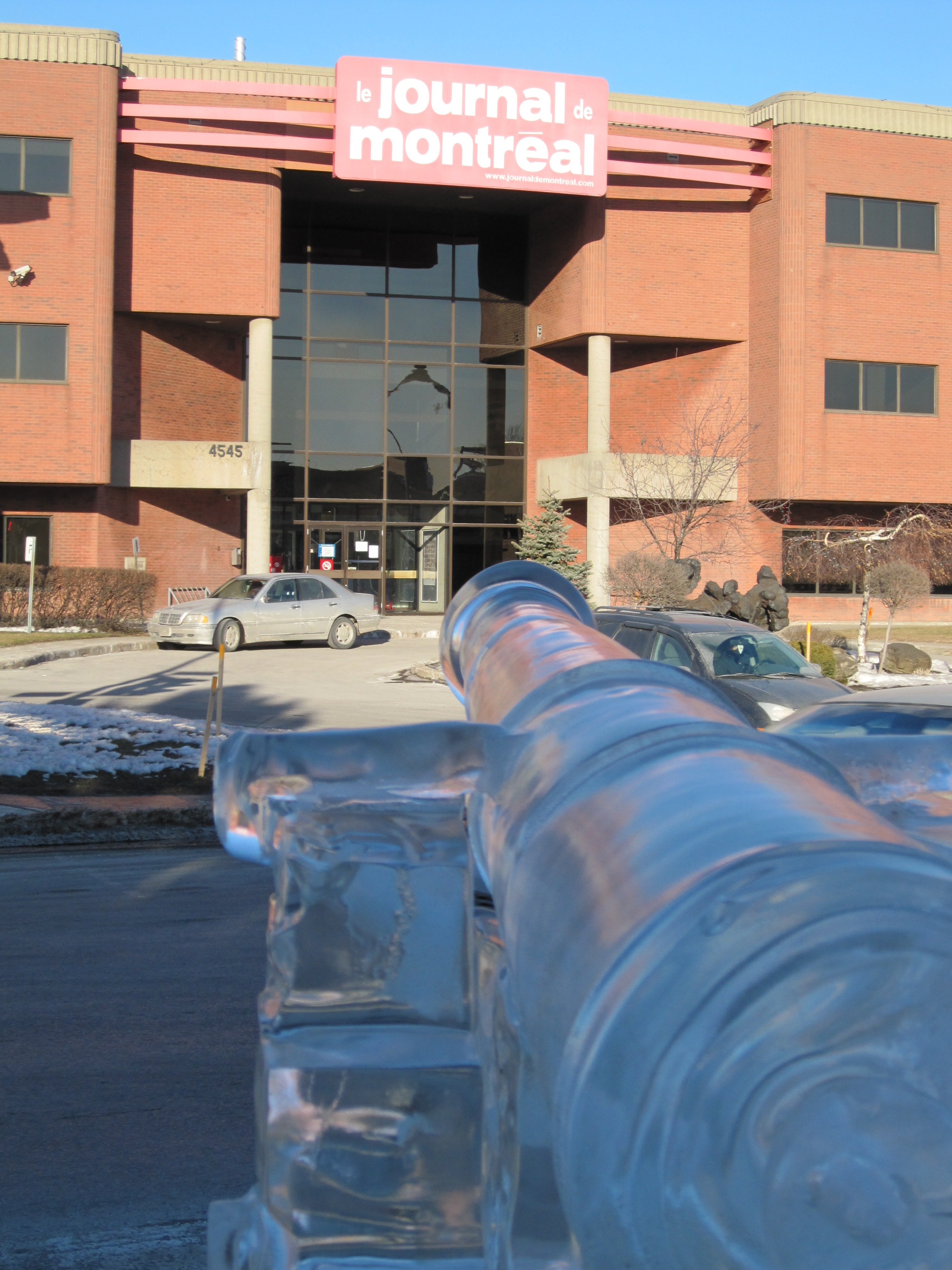
Canon de glace devant les locaux du Journal de Montréal, aux alentours du de lock-out.

Une initiative de journal syndicale a lieu en 2007-2008, à Québec, lors du lock-out au Journal de Québec, où est né Média Matin Québec qui sera le média d'information de l'Union des syndicats du Journal de Québec. 
Le 24 janvier 2009, l'histoire se répète et il est annoncé dans les médias que les employés de l'information du Journal de Montréal sont placés en lock-out à la suite de l'échec d'obtenir une nouvelle convention collective,.
Les employés commencent à manifester dans la rue, devant les bureaux du journal,.

### RueFrontenac.com
Dès la mise en lock-out, le STIJM fonde le site Web RueFrontenac.com.
Rue Frontenac se fait connaître en dévoilant, le 30 septembre 2009, un scandale concernant le politicien Benoît Labonté, membre du parti Vision Montréal et ancien lieutenant de Louise Harel.
Le journal syndical fait à nouveau parler de lui par la suite en dénonçant, en novembre 2009, la médisance faite à l'endroit des animateurs de l'émission radiophonique Sportnographe par l'animateur de CKAC Jean-Charles Lajoie. Le sujet est abordé à l'émission de grande écoute Tout le monde en parle quelques semaines plus tard.
En septembre 2010, Rue Frontenac annonce qu'une version papier gratuite du journal sera publiée à partir de la fin octobre. Distribuée hebdomadairement, elle sera publiée à environ 50 000 exemplaires.
Le 12 octobre 2010, Quebecor présente une offre de règlement aux employés en lock-out, exigeant notamment la fermeture de Rue Frontenac.com, le renvoi de 80 % des employés et une clause de non-concurrence. L'offre est rejetée à 89,3 % par les employés,.
Le 26 février 2011, les syndiqués se sont prononcés en faveur d'une proposition de règlement soumise par le médiateur au dossier. Cette fois, Quebecor n'exige plus la fermeture de RueFrontenac.com, mais licencie tout de même plus de 70 % des employés. L'offre est acceptée dans une proportion de 64 %. Depuis, le site d'information poursuit ses activités et aspire à développer un modèle d'affaires à long terme.
Le 1er juillet 2011, les 45 journalistes, photographes et personnel de Rue Frontenac ont décidé de claquer la porte parce que les engagements avec le nouvel acquéreur, Marcel Boisvert, n'ont pas été respectés et qu'une personne ayant eu des démêlés avec la justice, Michel Strecko, a été engagé en tant que conseiller ad hoc. Les journalistes ont donc retiré leurs textes du site et les ont transférés sur un nouveau site : exruefrontenac.com.